# 松山城 (豊前国)
松山城（まつやまじょう）は、福岡県京都郡苅田町（豊前国京都郡松山）にあった日本の城（山城）。苅田町指定史跡。

## 概要
標高128mの松山山頂付近に主郭があり、二の郭、三の郭が連なっていた。現在では採石場となっており、三の郭や出城は破壊されている。ただ、畝状縦掘りや石段の遺構等も現存している。
本丸跡は東西22メートル、南北32メートルの長方形の平地で、本丸の大手口には石塁が残っていて、本丸城台の東側には高さ３メートルの石塁が現存している。
本丸の北から西、南にかけて３メートルの落差で幅10メートルの腰曲輪があり、さらに東へは幅20メートルほどの曲輪が階段状に続き虎口を経て二の郭に至る。二の郭は東西に35メートル、南北に12メートルで北側、南側は高さ２メートルの土塁で囲まれている。さらに二の郭の東に三の郭、小城が隣接するが、採石のため消滅している。

## 沿革

### 平安時代から室町時代[3]
伝承では、740年（天平12年）、大宰権帥・藤原広嗣が朝廷に反旗を翻した際（藤原広嗣の乱）に築いたとされる。時代は下り、940年（天慶3年）の藤原純友の乱に際し、神田光員の居城となった。その後は神田氏が在城していたが、1157年（保元2年）に平康盛によって滅ぼされた。松山城は康頼の三男・平信盛が居城とした。1185年（文治元年）、信盛の子・平吉盛は壇ノ浦の戦いに従軍して敗北し、入水自殺を遂げた。1196年（建久7年）頃には、豊前国に下向してきた城井氏の始祖である宇都宮信房が支配した。ここでも松山城は激しい攻防の舞台となり、長野氏当主・長野直盛が松山城を支配した。
1336年（南朝：延元元年、北朝：建武3年）、後醍醐天皇の建武政権に反旗を翻した足利尊氏が九州に下向、それに従う少弐頼尚は松山城を攻略し、その子・少弐頼房を城主に据えた。
周防国の大内氏が豊前国を含む北九州地方へ勢力を伸ばすと、豊前国の要衝として松山城を重視し、重臣であった杉氏の杉興信を守護代に任じ、城主とした。1398年（応永5年）には大友氏鑑が大友親世に反乱を起こした際に氏鑑方の攻撃によって落城、城代の杉光治は討死した。大内氏は松山城奪回後、安芸国の国人であった天野顕義が入城して、その後に討死した光治の兄である杉弘信が入った。その後は杉氏が在城して続き、1551年（天文20年）までその支配が続いた。

### 戦国時代の到来と毛利・大友氏の狭間で
しかし、陶隆房の謀反（大寧寺の変）で、大内氏当主・大内義隆は自害、1556年（弘治2年）には毛利氏に帰順した松山城主で豊前守護代であった杉重吉が大友義鎮配下・田原親宏の攻撃によって敗走、松山城は落城した。
防長経略によって大内領を併呑した中国地方の雄・毛利元就は大内領であった北九州への侵攻を開始、豊前国の要衝であった松山城を攻略して、勇将・天野隆重、杉氏の一族・杉重良を入れた。1562年（永禄5年）に松山城は大友氏の攻撃を受ける。しかし1563年（永禄6年）に、室町将軍・足利義輝の斡旋によって、毛利氏と大友氏の間に和睦が成り、松山城は大友氏に引き渡された。
その後は、長野祐盛（秋月種実の弟説あり）が城主となったが、毛利氏や大友氏が京都郡に侵攻するに及び、度々従属先を変え続けた。そのため、永禄末期から天正年間にかけて大友氏、毛利氏から大規模な討伐を受け、長野氏は零落した。また、1579年（天正7年）に杉重良が毛利氏に反旗を翻して、松山城を退去して蓑島城に入った。重良は高橋元種の攻撃を受けて討死した。嫡男の杉元良は毛利氏家臣として続いたが、豊前国支配に関わっていた杉氏は、ここにその豊前支配を終えた。
1581年（天正9年）、毛利方であった長野祐盛が松山城に籠もる、同じ毛利方の高橋元種を攻撃する事態が起きた。

### 豊臣秀吉の九州征伐と関ヶ原の戦い、元和偃武
1586年（天正14年）、豊臣秀吉は九州征伐を開始。主力であった毛利軍が松山に入ると、近隣の豪族である城井朝房や長野氏等がこぞって帰順。松山城には毛利氏家臣・仁保元豊や湯浅将宗が入った。島津氏降伏後、松山城は黒田孝高の所領となり、1600年（慶長5年）の関ヶ原の戦いの後に、豊前国を領した細川忠興の所領となった。
松山城は1606年（慶長11年）に廃城となり、800年に及ぶ城の歴史に終止符を打った。

## 参考資料
- 新人物往来社 「日本城郭大系18」